# كينيث هايز ميلر
كينيث هايز ميلر (بالإنجليزية: Kenneth Hayes Miller) هو رسام أمريكي، ولد في 11 مارس 1876 في أونيدا في الولايات المتحدة، وتوفي في 1952.

## وصلات خارجية
- كينيث هايز ميلر على موقع أوليمبيديا (الإنجليزية)